# Julian Strawther
Julian Lee Strawther-Cordero, né le  18 avril 2002 à Las Vegas dans le Nevada, est un joueur américano-portoricain de basket-ball évoluant aux postes d'arrière et ailier.

## Biographie

### Carrière universitaire
Entre 2020 et 2023, il joue pour les Bulldogs de Gonzaga à l'université Gonzaga de Spokane.

### Carrière professionnelle

#### Nuggets de Denver (depuis 2023)
Lors de la draft 2023 de la NBA, il est choisi en 29e position par les Pacers de l'Indiana.

## Palmarès

### Universitaire
- First-team All-WCC en 2023

## Statistiques

### Universitaires
| Saison    | Équipe   | Matchs | Titul. | Min./m | % Tir | % 3pts | % LF | Rbds/m. | Pass/m. | Int/m. | Ctr/m. | Pts/m. |
| --------- | -------- | ------ | ------ | ------ | ----- | ------ | ---- | ------- | ------- | ------ | ------ | ------ |
| 2020-2021 | Gonzaga  | 25     | 0      | 7,5    | 51,7  | 32,1   | 69,6 | 1,20    | 0,04    | 0,16   | 0,04   | 3,40   |
| 2021-2022 | Gonzaga  | 32     | 31     | 26,8   | 49,8  | 36,5   | 70,5 | 5,38    | 1,00    | 0,53   | 0,19   | 11,84  |
| 2022-2023 | Gonzaga  | 37     | 35     | 31,2   | 46,9  | 40,8   | 77,6 | 6,24    | 1,32    | 0,84   | 0,43   | 15,24  |
| Carrière  | Carrière | 94     | 66     | 23,4   | 48,4  | 38,4   | 74,5 | 4,61    | 0,87    | 0,55   | 0,24   | 10,94  |